# Приче из предграђа
Приче из предграђа (енгл. EastEnders; дос. ’Становници Ист Енда’) је британска телевизијска сапуница твораца Џулије Смит и Тонија Холанда, која се емитује на BBC One од 19. фебруара 1985. године. Смештена у измишљену општину Волфорд у Ист Енду Лондона, серија прати приче локалних становника и њихових породица док се баве својим свакодневним животом. У року од осам месеци од премијере, достигла је прво место у ТВ рејтинзима и константно је остала међу најгледанијим серијама у Британији. Четири епизоде су међу 10 најгледанијих програма свих времена у УК, укључујући 1. место, када је преко 30 милиона људи гледало божићну епизоду 1986. године. Приче из предграђа су важне у историји британске телевизијске драме. Дотакле су се многих тема које се сматрају контроверзним или табу у британској култури и приказују друштвени живот који раније није виђен на мејнстрим телевизији у УК.
Пошто је ко-аутор Холанд био из велике породице у Ист Енду, тема која је у великој мери заступљена у Причама из предрађа су јаке породице и сваки лик би требало да има своје место у измишљеној заједници. Вотсови, Билсови, Бранингсови, Мичелови и Слејтерови су неке од породица које су биле централне у значајним и драматичним причама ове сапунице. Приче из предрађа је снимана у BBC Elstree Centre од самог почетка, са сетом који је на отвореном и отворен за временске прилике. Године 2014. BBC је објавио планове да у потпуности обнови сет. Снимање на новом сету је почело у јануару 2022. и први пут се појавио на екрану у марту 2022. године. Рушење старог сета започето је у новембру 2022. године.
Приче из предграђа су добиле и похвале и критике за многе своје приче, које су се бавиле тешким темама укључујући насиље, силовање, убиство и злостављање. Серија је критикована због разних прича, укључујући причу о замени беба из 2010. која је привукла преко 6.000 притужби, као и притужбе на приказивање превише насиља и оптужбе за националне и расне стереотипе. Међутим, Приче из предграђа је такође хваљена за представљање стварних проблема и ширење свести о друштвеним темама. За то су глумци и екипа добили и номиновани за разне награде.